# جک وایتور
جک وایتور (انگلیسی: Jack Whitver؛ زادهٔ ۴ سپتامبر ۱۹۸۰) سیاست‌مدار اهل ایالات متحده آمریکا است.